# Salvador Camacho
Pour les articles homonymes, voir Camacho.
 (décembre 2023).
Si vous disposez d'ouvrages ou d'articles de référence ou si vous connaissez des sites web de qualité traitant du thème abordé ici, merci de compléter l'article en donnant les références utiles à sa vérifiabilité et en les liant à la section « Notes et références ».
Salvador Camacho Roldán (1er janvier 1827 - 19 juin 1900), fut un économiste et un homme politique colombien, né à Nunchía, dans le département de Casanare.
Il devient gouverneur de Panama en 1860 et est élu sénateur au Congrès colombien. À cette époque, il commence à écrire des articles sur les conséquences sociales engendrées par les actions économiques.
En 1868, il exerce l'autorité exécutive en l'absence du président Santos Gutiérrez. Il est ensuite au Secrétariat d'État dans le gouvernement d'Eustorgio Salgar. Ses théories économiques ont eu une très grande influence sur le gouvernement colombien.
Après ce temps, Camacho, s'est recentré sur l'écriture et l'enseignement.